# Стэнли, Джеймс, 10-й граф Дерби
Джеймс Стэнли (англ. James Stanley; 3 июля 1664 — 1 февраля 1736) — английский аристократ, 10-й граф Дерби, лорд острова Мэн с 1702 года. Участвовал в Войне Аугсбургской лиги, заседал в Тайном совете.

## Биография
Джеймс Стэнли принадлежал к одному из самых влиятельных и богатых аристократических родов Англии. Он был вторым сыном Чарльза Стэнли, 8-го графа Дерби и лорда острова Мэн, и Доротеи Хелены Киркховен и родился в 1664 году. В 1685 году Джеймс был избран в Палату общин (вероятно, без голосования благодаря влиянию старшего брата Уильяма, 9-го графа Дерби). Поскольку у брата был сын, Джеймс не мог рассчитывать на получение наследства. Он поступил на военную службу и был зачислен в англо-голландскую бригаду, расквартированную в Нидерландах (1686—1688). В 1688 году Стэнли, по-видимому, был в окружении Вильгельма Оранского, высадившегося в Англии в ходе «Славной революции». В 1689 году он снова заседал в Палате общин как представитель Престона, в 1690—1691 годах командовал в Ирландии бригадой ланкаширского ополчения, сформированной его братом. Позже Джеймс был зачислен в гвардию и участвовал в Войне Аугсбургской лиги на континенте.
В 1702 году, когда Уильям Стэнли умер, оставив только дочерей, Джеймс унаследовал его владения и титулы. Он стал членом Тайного совета и канцлером герцогства Ланкастерского (1706), лордом-лейтенантом Ланкашира (1702—1710, 1714—1736).
С 1705 года граф был женат на Мэри Морли, дочери сэра Уильяма Морли. В этом браке родился сын Уильям, проживший всего год (1710—1711). После смерти Стэнли в 1736 году графский титул перешёл к его дальнему родственнику Эдуарду, а титулы барона Стрейнджа и лорда острова Мэн — к двоюродному брату Джеймсу Мюррею, 2-му герцогу Атоллу.